# Gun
El gun (o alada, o gungbe, o seto-gbe, etc.) és una llengua gbe que es parla al sud-est de Benín (departament d'Ouémé i al sud-oest de Nigèria (estat de Lagos i estat d'Ogun). Segons el joshuaproject, hi ha diversos grups ètnics que parlen la llengua gun: els setos, els tolis de Benín, els guns de Benín i de Nigèria, a banda d'una minoria de guns que viuen a Gabon. El seu codi ISO 639-3 és guw i el seu codi al glottolog és gunn1250.

## Població, territori i pobles veïns
Segons l'ethnologue hi ha 579.000 parlants de gun en total i segons el joshuaproject n'hi ha 852.000.

### La llengua gun a Benín
El 2006 hi havia 320.000 parlants de gun a Benín. Segons el joshuaproject n'hi ha 439.000. Aquest viuen al sud-est del país, als municipis d'Akpro-Missérété, d'Avrankou, d'Adjarra i de Porto Novo, al departament d'Ouémé.
Segons el mapa lingüístic de Benín de l'ethnologue, aquest viuen entre la zona nord-est del llac Nokoué i la frontera amb Nigèria a l'est. Viuen al curs baix del riu Ouémé. Els seus veïns són els defis i els xwles orientals, al sud; els tofins i els wemes, a l'oest i els nagos meridionals, que parlen la llengua defoid nago meridional, al nord.

### El gun a Nigèria
El 2000 hi havia 259.000 guns a Nigèria. Segons el joshuaproject n'hi ha 396.000. El seu territori està situat a les LGAs de Badagry, d'Ado-Odo-Ota i d'Idiroko, a l'estat d'Ogun i a l'estat de Lagos, a la ciutat de Lagos.
Segons el mapa lingüístic de Nigèria, el territori gun d'aquest estat està situat a l'extrem sud-occidental del país, a la zona costanera. Els seus veïns del nord i de l'est parlen llengües defoids, principalment el ioruba.

### El gun a Gabon
Segons el joshuaproject a Gabon hi viu un grup de 17.000 guns.

## Família lingüística
El gun és una llengua kwa, família lingüística que forma part de les llengües Benué-Congo. Concretament, segons l'ethnologue, forma part del grup lingüístic de les llengües gbes. Segons l'ethnologue, hi ha 21 llengües gbe: l'Aguna, l'ewe, el gbe, ci, el xwla oriental, el gbesi, el kotafon, el saxwe, el waci, el xwela occidental, el xwela, el kpessi, sis llengües aja (aja, ayizo, defi, tofin, weme i gun), dues llengües fons (fon i gbe, maxi) i la llengua gen, considerada l'única llengua mina. Segons el glottolog, és una de les llengües gbes orientals juntament amb el gbe, gbesi; l'ayizo; el gbe, xwla oriental; el fon; el gbe, ci; el gun; el kotafon; el gbe, maxi; el saxwe; el tofin; el weme; el xwla occidental; el wudu i el gbe, xwela.

## Dialectes
Els dialectes del gun que es parlen a Benín són l'ajra, l'alada, el seto i el toli.
A Nigèria s'hi parlen les variants dialectals: alada, asento, gbekon, egun, phela, savi, seto i weme.

## Sociolingüística, estatus i ús de la llengua
El gun és una llengua desenvolupada (EGIDS 5): Gaudeix d'un ús vigorós, té literatura i està estandarditzada, tot i que no és totalment sostenible ni està fora de perill. Existeixen programes de ràdio en llengua gun i s'hi va traduir la Bíblia (1923-72). S'escriu en alfabet llatí. Entre l'1 i el 5% dels guns estan escolaritzats en aquesta llengua com a primera llengua. Els parlants de gun de Benín també parlen el fon i el francès. El gun és utilitzat com a segona llengua pels xweles orientals, els kotafons i els tofins.